# Ida Lien
Ida Lien (* 5. April 1997 in Drammen) ist eine norwegische Biathletin. Ihr bislang größter Erfolg ist der Weltmeistertitel 2021 mit der Staffel.

## Sportliche Laufbahn

### EM-Medaillen und erster Weltcupsieg
Ida Lien gab ihr internationales Debüt bei den Junioreneuropameisterschaften 2017 im tschechischen Nové Město na Moravě, die dortigen Rennen blieben allerdings ihre einzigen auf Juniorenebene. Ihre nächsten internationalen Wettkämpfe bestritt sie erst zwei Jahre später bei den Europameisterschaften 2019 in Minsk, wo sie im Sprint und im Verfolgungsrennen mit einem neunten und einem siebten Platz aufzeigte und damit auf Anhieb zwei Top-10-Platzierungen erreichen konnte. Den Rest der Saison 2018/19 lief sie im IBU-Cup, beim Sprint in Otepää erreichte sie mit Rang sieben erneut eine Top-10-Platzierung. In der folgenden Saison startete Lien von Anfang an im IBU-Cup, nach zwei weiteren Top-10-Ergebnissen in den Sprintrennen von Sjusjøen und Osrblie erreichte sie im Mixedstaffelrennen von Osrblie gemeinsam mit Sindre Pettersen, Håvard Bogetveit und Emilie Kalkenberg den dritten Platz und damit ihre erste Podiumsplatzierung auf dieser Ebene. Nach drei neunten Plätzen in Folge gewann sie schließlich mit dem Massenstart 60 in Martell ihr erstes IBU-Cup-Rennen. Bei den Europameisterschaften 2020 ergatterte die Norwegerin gemeinsam mit Åsne Skrede, Sivert Bakken und Aleksander Fjeld Andersen die Bronzemedaille in der Mixedstaffel. Zudem gewann sie nach fehlerfreiem Schießen im Sprint hinter Elisabeth Högberg Silber, im abschließenden Verfolgungsrennen der EM wurde sie Zehnte. Am 5. März 2020 bestritt sie in Nové Město na Moravě ihr erstes Weltcuprennen. Im Sprint verfehlte sie mit vier Schießfehlern und einem Gesamtrückstand von über drei Minuten sowohl die Punkteränge als auch die Qualifikation für das Verfolgungsrennen deutlich. Zwei Tage darauf ersetzte sie die erkrankten Weltmeisterinnen Synnøve Solemdal und Marte Olsbu Røiseland im Staffelrennen und konnte an der Seite von Karoline Offigstad Knotten, Ingrid Landmark Tandrevold und Tiril Eckhoff auf Anhieb gewinnen.

### Erfolgreichste Saison und Weltmeisterin
Zu Beginn der Saison 2020/21, die Lien durchgehend im Weltcup bestritt, ergatterte sie in Kontiolahti als 30. des Einzels ihre ersten Weltcuppunkte. Schon kurz darauf kratzte sie als Zwölfte des Sprints in Hochfilzen an den Top 10 in einem Individualwettkampf. Sehr erfolgreich schnitt die Norwegerin bei ihren ersten Weltmeisterschaften ab: In Einzel, Sprint und Verfolgung erzielte sie Top-17-Platzierungen und qualifizierte sich somit für ihren ersten Massenstart, die Damenstaffel hielt sie, an dritter Stelle laufend, immer in Führungsposition und sicherte sich gemeinsam mit Tandrevold, Eckhoff und Røiseland die Goldmedaille. Nach dem konstanten Erreichen der Punkteränge im Saisonverlauf lief Lien im März 2021 im Sprint von Östersund als Neunte zu ihrem ersten Top-10-Individualergebnis, in der Weltrangliste belegte sie als fünftbeste Norwegerin Rang 29. Im Winter 2021/22 überzeugte sie grundsätzlich nur im Dezember, so verpasste sie mit Rang 4 im Sprint von Hochfilzen ihren ersten Podestplatz nur um gut zwei Sekunden. Nach einigen durchschnittlichen Wettkämpfen erzielte sie in Antholz Aufmerksamkeit, als sie die zunächst in extremem Rückstand gelegene Damenstaffel dank fehlerfreiem Stehendschießen in Führung brachte und das Rennen schlussendlich gewinnen konnte. Daraufhin nahm die Norwegerin auch an den Olympischen Spielen in Peking teil, verpasste in den Einzelrennen die Top 30 und wurde nach zwei Strafrunden durch Tiril Eckhoff Staffelvierte. Nach einem weiteren Staffelsieg in Kontiolahti schloss sie die Saison als 36. der Gesamtwertung ab.

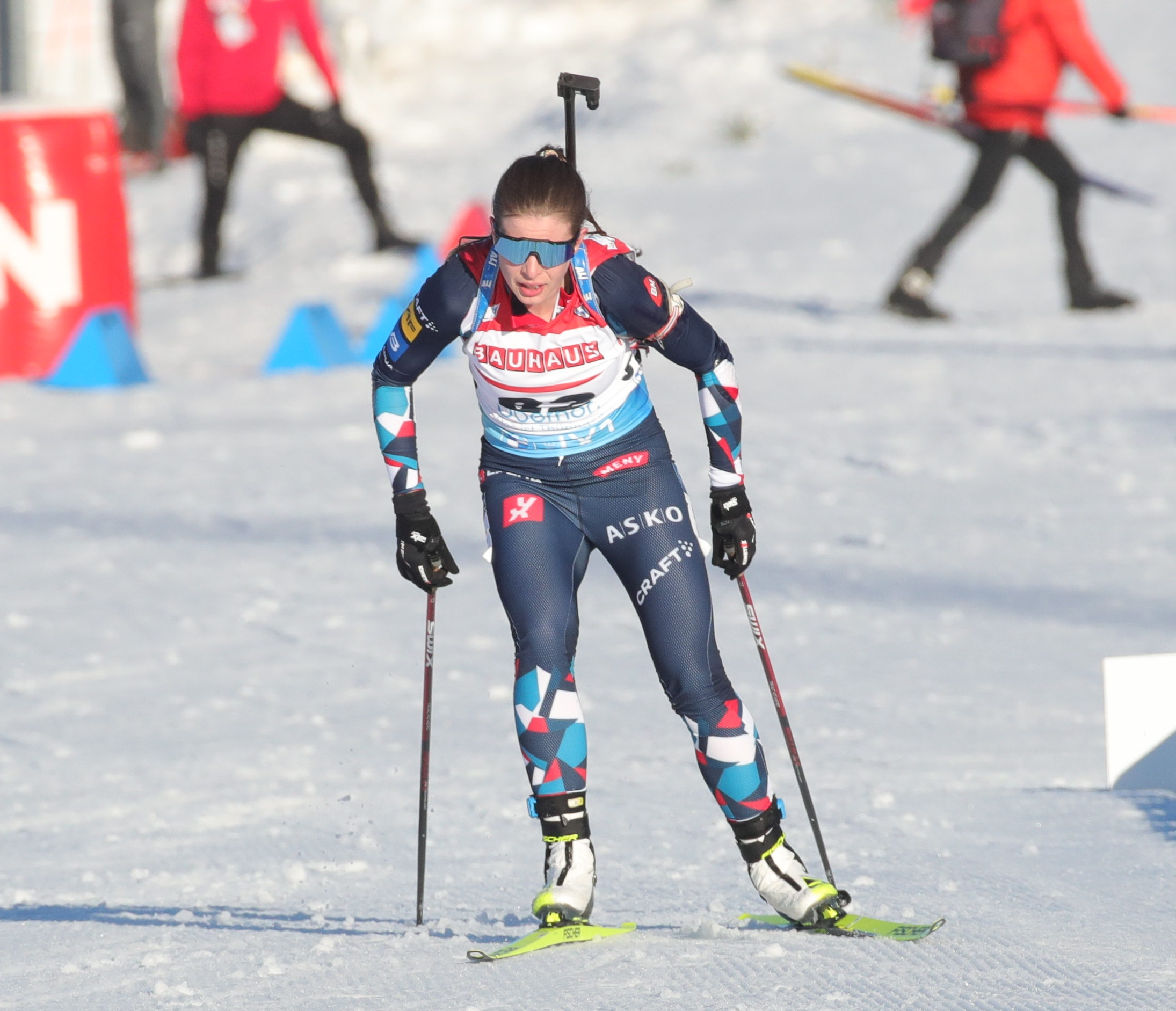
Lien bei den Weltmeisterschaften 2023

### Fehlende Konstanz und zwei EM-Titel
Im Verlauf des Winters 2022/23 erzielte Lien lediglich ein einziges Ergebnis unter den besten Zehn. Vor allem aufgrund vieler Schießfehler verpasste sie einige Male die Punkteränge, hielt sich aber dennoch in der Nationalmannschaft. Bei den Weltmeisterschaften in Oberhof resultierte Platz 17 im Einzel als Bestergebnis, die Staffel endete nach insgesamt vier Strafrunden durch Lien und Ingrid Landmark Tandrevold nur auf dem sechsten Rang. Am Saisonende triumphierte sie in Östersund das bereits fünfte Mal mit der Damenstaffel, mit Frida Dokken und Tuva Aas Stræte gewann sie außerdem den norwegischen Meistertitel im Staffelbewerb. In Vorbereitung auf die folgende Saison hatte die Norwegerin über die gesamte zweite Jahreshälfte mit Rückenproblemen zu kämpfen und verpasste daher fast den gesamten Dezember. Mit den IBU-Cup-Rennen von Sjusjøen trat sie wieder ins Wettkampfgeschehen ein und erzielte sofort zwei Podestplätze. Nach weiteren guten Ergebnissen in Ridnaun feierte Lien in Antholz ihr Comeback im Weltcup und zeigte mit einer starken Laufleistung und dem neunten Platz im verkürzten Einzel sofort auf. Daraufhin nahm sie an den Europameisterschaften 2024 in Osrblie teil und krönte sich dank jeweils fehlerfreiem Schießen im Sprint und mit der Mixedstaffel zur Europameisterin.

## Leistungen in den Teildisziplinen
Ida Lien wurde im Laufe ihrer Karriere als starke Läuferin und recht schwache Schützin bekannt. Während ihre läuferischen Werte seit 2020 bei mehr als zwei Prozentpunkten über dem Durchschnitt liegen und 2022/23 sogar an der Vier-Prozent-Plus-Marke kratzten, lag der Schießdurchschnitt nur in ihrem erfolgreichsten Winter über der 80-%-Marke. Im Liegendanschlag liegt die Quote seit Liens Weltcupdebüt bei durchschnittlich 86 Prozent, stehend erreichte sie lediglich 2020/21 einen Wert von mehr als 70 %. Dies bedeutet im Umkehrschluss, dass Lien bisher in Sprintwettkämpfen mit Abstand am erfolgreichsten ist und in Wettkämpfen mit vier Schießdurchgängen eher durchschnittliche Ergebnisse erzielte.

## Persönliches
Ida Lien wurde in Drammen geboren und wuchs in Simostranda in der Nachbargemeinde Modum auf, von wo auch Ole Einar Bjørndalen stammt. Sie startet wie er für den örtlichen Sportverein Simostranda IL, lebt und trainiert aber in Lillehammer.

## Statistiken

### Weltcupsiege
| Nr. | Datum         | Ort            | Disziplin |
| --- | ------------- | -------------- | --------- |
| 1.  | 7. März 2020  | Nové Město     | Staffel 1 |
| 2.  | 20. Feb. 2021 | Pokljuka (WM)  | Staffel 2 |
| 3.  | 22. Jan. 2022 | Antholz        | Staffel 1 |
| 4.  | 3. März 2022  | Kontiolahti    | Staffel 2 |
| 5.  | 11. März 2023 | Östersund      | Staffel 3 |
| 6.  | 9. März 2024  | Soldier Hollow | Staffel 4 |

### Weltcupplatzierungen
Die Tabelle zeigt alle Platzierungen (je nach Austragungsjahr einschließlich Olympische Spiele und Weltmeisterschaften).
- 1.–3. Platz: Anzahl der Podiumsplatzierungen
- Top 10: Anzahl der Platzierungen unter den ersten zehn (einschließlich Podium)
- Punkteränge: Anzahl der Platzierungen innerhalb der Punkteränge (einschließlich Podium und Top 10)
- Starts: Anzahl gelaufener Rennen in der jeweiligen Disziplin
- Staffel: inklusive Mixed- und Single-Mixed-Staffeln

| Platzierung          | Einzel | Sprint | Verfolgung | Massenstart | Staffel | Gesamt |
| -------------------- | ------ | ------ | ---------- | ----------- | ------- | ------ |
| 1. Platz             |        |        |            |             | 6       | 6      |
| 2. Platz             |        |        |            |             |         |        |
| 3. Platz             | 1      |        |            |             | 2       | 3      |
| Top 10               | 2      | 4      |            |             | 12      | 18     |
| Punkteränge          | 4      | 17     | 10         | 5           | 12      | 48     |
| Starts               | 10     | 27     | 14         | 5           | 12      | 68     |
| Stand: 12. März 2024 |        |        |            |             |         |        |

### Olympische Winterspiele
|                                     | Einzelwettbewerbe | Einzelwettbewerbe | Einzelwettbewerbe | Einzelwettbewerbe | Staffelwettbewerbe | Staffelwettbewerbe |
| Einzel                              | Sprint            | Verfolgung        | Massenstart       | Frauenstaffel     | Mixed-Staffel      |                    |
| ----------------------------------- | ----------------- | ----------------- | ----------------- | ----------------- | ------------------ | ------------------ |
| Olympische Winterspiele 2022 Peking | –                 | 38.               | 33.               | –                 | 4.                 | –                  |

### Biathlon-Weltmeisterschaften
|                                              | Einzelwettbewerbe | Einzelwettbewerbe | Einzelwettbewerbe | Einzelwettbewerbe | Staffelwettbewerbe | Staffelwettbewerbe | Staffelwettbewerbe |
| Einzel                                       | Sprint            | Verfolgung        | Massenstart       | Frauenstaffel     | Mixed-Staffel      | S.-M.-Staffel      |                    |
| -------------------------------------------- | ----------------- | ----------------- | ----------------- | ----------------- | ------------------ | ------------------ | ------------------ |
| Biathlon-Weltmeisterschaften 2021 Pokljuka   | 11.               | 17.               | 17.               | 24.               | 1.                 | –                  | –                  |
| Biathlon-Weltmeisterschaften 2023 Oberhof    | 17.               | 42.               | 36.               | –                 | 6.                 | –                  | –                  |
| Biathlon-Weltmeisterschaften 2024 Nové Město | 77.               | 22.               | 30.               | –                 | 10.                | –                  | –                  |

### IBU-Cup-Siege
| Nr. | Datum         | Ort          | Disziplin      |
| --- | ------------- | ------------ | -------------- |
| 1.  | 9. Feb. 2020  | Martell      | Massenstart 60 |
| 2.  | 13. Jan. 2024 | Ridnaun      | Mixedstaffel 1 |
| 3.  | 26. Jan. 2024 | Osrblie (EM) | Sprint         |
| 4.  | 28. Jan. 2024 | Osrblie (EM) | Mixedstaffel 2 |
| 5.  | 30. Nov. 2024 | Idre         | Sprint         |
| 6.  | 1. Dez. 2024  | Idre         | Verfolgung     |